# 山本泰吉
山本 泰吉（やまもと やすきち、1964年7月14日 - ）は日本のレーシングドライバー。
宮崎県出身。OPERA PERFORMANCE（オペラパフォーマンス）代表。

## 来歴
自動車修理工場を経営する祖父と自ら製作した車両でジムカーナ競技に参加する父の元に生まれる。少年時代にレーシングカートを始める。18歳でKP61スターレットで4輪に転向。
N1耐久（現スーパー耐久）に発足当初から参戦。1998年、99年に2年連続でシリーズチャンピオンを獲得し、98年の十勝24時間レースでシビックで格上の日産・スカイラインGT-Rを破り、優勝を果たした。2001年に全日本GT選手権に参戦。
その後はチューニングショップ「OPERA PERFORMANCE」を立ち上げ、一旦レースから離れていたが、2011年にニュルブルクリンク24時間レースに現地のプライベーターチームから山内一典と共に日産・GT-Rで参戦。初参戦ながらクラス優勝を果たした。2012年も山内と共にGT-Rで継続参戦し、2年連続でクラス優勝を果たした。

## 戦績
- 1984年 - 西日本スピードスター・スターレットシリーズ（シリーズ2位）
- 1987年 - ミラージュ・フレッシュマンシリーズ
- 1988年 - ミラージュ・インターカップ
- 1991年 - 日産ザウルスカップ（シリーズ2位）
- 1992年
  - スーパーシルビアレース（シリーズ2位・2勝）
  - 筑波12時間耐久レース・3クラス（クラス優勝）
- 1993年 - N1耐久シリーズ・3クラス（TEAM RAZO by CARMATE #72 レッツォ・トランピオ・シビック）（シリーズ2位）
- 1994年 - 十勝24時間レース・Class2（チーム・トランスグローバル #6 BPオイル ジャラーナ BMW M3）（総合10位・クラス3位）
- 1995年 - 十勝24時間レース・Class4（エンゼルカード･OZシビック）（総合16位・クラス6位）
- 1996年 - シビックインターカップシリーズ
- 1997年 - アメリカ・U.S.A.C ミジェット・スピ－ドロムシリ－ズ
- 1998年 - スーパー耐久・Class4（#77 ギャザズドライダーシビック）（シリーズチャンピオン）
- 1999年 - スーパー耐久・Class4（#77 ギャザズドライダーシビック）（シリーズチャンピオン）
- 2000年 - スーパー耐久・Class4
- 2001年 - 全日本GT選手権・GT300クラス（AUTO STAFF RACING #51 C-WESTレッツォADVANシルビア）
- 2011年 - ニュルブルクリンク24時間レース・SP8Tクラス（Schulze Motorsport #71 NISSAN GT-R R35）（総合36位・クラス優勝）
- 2012年 - ニュルブルクリンク24時間レース・SP8Tクラス（Team GT Academy #123 NISSAN GT-R R35）（総合30位・クラス優勝）

### N1耐久レース／スーパー耐久
| 年     | チーム               | コ・ドライバー | 使用車両         | クラス | 1     | 2     | 3     | 4     | 5     | 6       | 7       | 8     | 順位 | ポイント |
| ------ | -------------------- | -------------- | ---------------- | ------ | ----- | ----- | ----- | ----- | ----- | ------- | ------- | ----- | ---- | -------- |
| 1993年 | TEAM RAZO by CARMATE | 津々見友彦     | ホンダ・シビック | 3      | OKA 3 | SEN   | SUZ   | FSW 2 | TOK 1 | TSU     | MIN 4   | SUG   | 3位  |          |
| 1998年 | チームギャザス       | 辻本聡         | ホンダ・シビック | 4      | MIN 1 | SUG 2 | SUZ 2 | OKA 1 | TOK 1 | SEN Ret | TRM Ret | FSW 5 | 1位  |          |
| 1999年 | チームギャザス       | 宮城光         | ホンダ・シビック | 4      | MIN 1 | SEN 7 | SUZ 4 | OKA 2 | TOK 2 | TRM 1   | FSW 1   | SUG 2 | 1位  |          |

### 全日本GT選手権
| 年     | チーム            | コ・ドライバー | 使用車両       | タイヤ | クラス | 1       | 2      | 3      | 4     | 5     | 6      | 7     | 順位 | ポイント |
| ------ | ----------------- | -------------- | -------------- | ------ | ------ | ------- | ------ | ------ | ----- | ----- | ------ | ----- | ---- | -------- |
| 2001年 | AUTO STAFF RACING | 尾本直史       | 日産・シルビア | Y      | GT300  | TAI DNR | FSW 14 | SUG 13 | FSW 8 | TRM 8 | SUZ 14 | MIN 9 | 16位 | 8        |

### ニュルブルクリンク24時間レース
| 年     | チーム                     | コ・ドライバー                                   | 使用車両   | クラス | 周回 | 総合順位 | クラス順位 |
| ------ | -------------------------- | ------------------------------------------------ | ---------- | ------ | ---- | -------- | ---------- |
| 2011年 | シュルツ・モータースポーツ | 山内一典 ミハエル・シュルツ トビアス・シュルツ   | 日産・GT-R | SP8T   | 136  | 36位     | 1位        |
| 2012年 | チームGTアカデミー         | 山内一典 トビアス・シュルツ ルーカス・オルドネス | 日産・GT-R | SP8T   | 136  | 30位     | 1位        |

## エピソード
- 小学校1年から5年間剣道に打ち込んでいた。ここでの経験がレースの駆け引きに於いて冷静さを失わないのにも大いに役立っているという。
- 自身が経営するショップ「OPERA PERFORMANCE」は「グランツーリスモ」プロデューサーである山内一典が名付け親であり[1]、その縁から山内が手掛ける「グランツーリスモ」内に自身のショップデモカーが収録されていたり、山内がGT-Rでニュルブルクリンク24時間参戦を打診する等交流が続いている[3][4]。